# Dipsa
La dipsa è un minuscolo serpente estremamente velenoso diffuso nei bestiari medievali. Si diceva fosse così velenoso che le sue vittime sarebbero morte prima di diventare consapevoli di essere state morse.